# Bursaspor
Bursaspor ist ein türkischer Fußballverein aus der Stadt Bursa. Die Mannschaft spielte 2024/25 in der viertklassigen TFF 3. Lig. Nach dem Aufstieg spielt Bursaspor 2025/26 in der TFF 2. Lig.

## Geschichte
Der Verein entstand am 1. Juni 1963 aus einer Fusion der Vereine Akinspor, Acaridmanyurdu, Çelikspor, Istiklal und Pinarspor. Die Vereinsfarben sind grün und weiß. Auf dem Wappen von Bursaspor sind fünf Sterne dargestellt, die die fünf Vereine, die sich vereinigt haben, symbolisieren. Der erste Präsident der Vereinsgeschichte war Salih Kiracibasi, der erste Kapitän Hüseyin Saitoglu und der erste Trainer Muhtar Tucaltan. In der Saison 1966/67 wurde Bursaspor in der Türkiye İkinci Ligi (Lig A), der zweithöchsten Spielklasse der Türkei, Meister. Okan Yılmaz (Saison 2000/01 und 2002/03) und Bahtiyar Yorulmaz (Saison 1979/80) wurden als Spieler von Bursaspor Torschützenkönige in der ersten türkischen Liga. In der Saison 2009/10 wurde Bursaspor erstmals in der Vereinsgeschichte Türkischer Meister und war damit der erste Meister des Landes, der nicht aus Istanbul oder Trabzon stammt.
Es folgte ein sportlicher Totalabsturz für den Verein. In der Saison 2014/15 belegte man zum letzten Mal einen Platz unter den Top 10 der Erstligisten. Der Abstiegskampf verhärtete sich zunehmend und schlussendlich stieg Bursaspor in der Saison 2018/19 als Sechzehnter in die zweite Liga, die TFF 1. Lig, ab.
Doch damit war der sportliche Totalabsturz für Bursaspor längst nicht beendet. Nachdem man in der Saison 2019/20 noch an den Play-offs zum Aufstieg teilnahm, folgte zwei Jahre später der Abstieg in die dritte Liga, die TFF 2. Lig. In der ersten Drittligasaison schaffte Bursaspor den Klassenerhalt mit nur einem Punkt Vorsprung auf den ersten Abstiegsplatz. In der darauffolgenden Saison stieg der Verein jedoch in die vierte Liga, die TFF 3. Lig, ab und war damit am Tiefpunkt der Vereinsgeschichte angelangt. So niederklassig spielte Bursaspor bis dato noch nie.

## Bursaspor in europäischen Wettbewerben
In der Saison 1974/75 war Bursaspor für den Europapokal der Pokalsieger startberechtigt. In der ersten Runde gewann der Verein zu Hause gegen Finn Harps mit 4:2 und spielte auswärts 0:0. In der zweiten Runde gewannen sie nach einem 0:0 im Hinspiel gegen Dundee United das Rückspiel mit 1:0. Im Viertelfinale gegen Dynamo Kiew verlor man mit 0:1 und 0:2 und schied aus. Dynamo Kiew gewann danach den Titel.
In der Saison 1986/87 spielte Bursa in der ersten Runde des Europapokals der Pokalsieger gegen Ajax Amsterdam und verlor im Heimspiel mit 0:2; das Rückspiel endete 0:5. Ajax gewann danach auch den Wettbewerb.
In der Saison 1995/1996 fand zum ersten Mal der UI-Cup statt. Bursaspor nahm teil und war damit einer der ersten Vereine überhaupt, die in diesem Wettbewerb antraten. Das Team wurde einer Gruppe dem FC Wimbledon, Sporting Charleroi, Beitar Jerusalem und MFK Košice zugelost. Bursaspor erreichte den ersten Platz. Im Achtelfinale gewann man gegen OFI Kreta. Im Viertelfinale trat man gegen den Karlsruher SC an. Nach 90 Minuten stand es 2:2, in der Verlängerung führte Bursaspor mit 3:2, aber der KSC glich zum 3:3 aus. Im Elfmeterschießen setzte sich der Karlsruher SC mit 9:8 durch.
In der Saison 2010/11 war Bursaspor erstmals für die Champions League startberechtigt, sie wurden in eine Gruppe mit Manchester United, Valencia CF und Glasgow Rangers ausgelost. Bursaspor holte nur einen Punkt (1:1 gegen die Glasgow Rangers) und schied aus.
2011/12 war man erstmals zur Teilnahme an der Europa-League-Qualifikation berechtigt. Bursaspor schlug den FK Homel mit 2:1 im Heimspiel und 3:1 auswärts. In der Play-off-Runde gegen den RSC Anderlecht verlor man mit 1:2 und spielte auswärts 2:2. In beiden Spielen hatte Bursaspor jeweils das Führungstor erzielt. Somit schied man vorzeitig aus.
In der Saison 2012/13 war Bursaspor für die Europa League qualifiziert. Beim ersten Gegner, dem Kuopion PS, verlor man mit 0:1; das Rückspiel gewann Bursaspor mit 6:0 und zog in die Play-offs ein. Der Gegner hieß FC Twente Enschede. Beide Spiele endeten 3:1 für das Heimteam; im Rückspiel erzielte Twente in der Verlängerung das 4:1 und Bursaspor schied aus.
In der Saison 2013/14 spielte Bursaspor wieder in der Europa League. Sie stiegen in der 3. Qualifikationsrunde in den Wettbewerb ein, scheiterten jedoch mit insgesamt 2:5 an Vojvodina Novi Sad. In der Folgesaison 2014/15 stieg man in der 2. Qualifikationsrunde in die Europa League ein und schied nach zwei 0:0-Spielen im Elfmeterschießen gegen Tschichura Satschchere aus.
Am 11. Juni 2015 wurde Bursaspor wegen Verstößen gegen das UEFA Financial Fairplay vom Internationalen Sportgerichtshof (CAS) bis 2017 von allen europäischen Klubbewerben ausgeschlossen.

## Stadien

### Bursa Atatürk Stadı
Als Mustafa Kemal Atatürk, der Gründer der Türkei, im Jahre 1930 Bursa besuchte, ließ er ein Stadion mit einer Kapazität von 400 Plätzen bauen. Weil man glücklich über das erste Stadion in Bursa war, nannte man das Stadion kurzerhand „Bursa Atatürk Stadı“. Im Jahr 1950 wurden Spielfeld und Tribüne erneuert. Es bietet heute 25.456 Zuschauern Platz. Neben dem Atatürk-Stadion gibt es in Bursa außerdem das Merinos-Stadion mit einer geringeren Kapazität von 4.500 Plätzen. Amateurvereine spielen auf dem Hippodrom- und auf dem Velodrom-Gelände. Das Merinos-Stadion erinnert vom Bau her an das alte Wembley-Stadion und wird daher auch das Bursa-Wembley genannt.

### Timsah Arena
Da das Bursa Atatürk Stadı weder vom Komfort, noch von der Kapazität her für Erstligafußball ausreichte, wurde ein neues Stadion gebaut. Die Timsah Arena (deutsch Krokodil-Arena) war das erste Stadion der Welt, das die Form eines Maskottchens (Krokodil) eines Teams hat. Die Bauarbeiten wurden Ende 2015 beendet; am 21. Dezember 2015 fand die Eröffnung des Stadions durch den türkischen Bundespräsident Recep Tayyip Erdoğan statt.

## Fans
Bursaspor wird von einer der größten Fangruppen der Türkei unterstützt. Lange Zeit waren die Mitglieder dieser Gruppe als die gefährlichsten Hooligans des Landes bekannt, dies hat sich in den letzten Jahren jedoch stark geändert. Die bekannteste Fanfreundschaft in der Türkei besteht zwischen den Fangruppen Teksas von Bursaspor und Gecekondu von MKE Ankaragücü.

## Erfolge

### Nationale Erfolge
1 × Türkische Erstligameisterschaft (Süper Lig):
- 2009/10

2 × Türkische Zweitligameisterschaft (TFF 1. Lig):
- 1966/67, 2005/06

1 × Türkischer Pokalsieger (Türkiye Kupası):
- 1985/86

2 × Premierminister-Pokalsiege (Başbakanlık Kupası):
- 1971, 1992

1 × Turkcell Fair Play Meister:
- 2009/10

### Internationale Erfolge
UEFA Europapokal der Pokalsieger – Viertelfinale
- 1974/75,[3] ausgeschieden gegen den späteren Pokalsieger Dynamo Kiew

UEFA Intertoto Cup – Viertelfinale
- 1995[3]

## Club-Rekorde
- Die meisten Einsätze: Turan Şen 337 und Sedat Özden 336
- Die meisten Tore: Okan Yılmaz 119
- Der höchste Sieg: 8:0 gegen MKE Ankaragücü in der Saison 1995/96
- Die höchste Niederlage: 1:7 gegen Fenerbahçe Istanbul in der Saison 2002/03
- Der höchste Sieg international: 6:0 gegen den Kuopion PS, in Bursa am 9. August 2012 (UEFA Europa League)
- Die höchste Niederlage international: 1:6 gegen Valencia CF, in Valencia am 24. November 2010 (UEFA Champions League)

### Rekordspieler
| Rang                                           | Name             | Einsätze | Zeitraum  |
| ---------------------------------------------- | ---------------- | -------- | --------- |
| 01.                                            | Sedat Özden      | 336      | 1973–1986 |
| 02.                                            | Turan Şen        | 334      | 1986–2001 |
| 03.                                            | Beyhan Çalışkan  | 306      | 1980–1991 |
| 04.                                            | Sinan Bür        | 274      | 1969–1980 |
| 05.                                            | Adnan Örnek      | 266      | 1987–1998 |
| 06.                                            | Ömer Kılıç       | 242      | 1994–2004 |
| 07.                                            | Vahit Kolukısa   | 226      | 1969–1978 |
| 08.                                            | Erdinç Kayan     | 220      | 1978–1988 |
| 09.                                            | Yalçın Gündüz    | 219      | 1984–1994 |
| 10.                                            | Ahmet Suphi Evke | 213      | 1983–1994 |
| Stand: Nach der letzten Erstligasaison 2018/19 |                  |          |           |

| Rang                                           | Name            | Tor | Einsätze | Tor/Spiel |
| ---------------------------------------------- | --------------- | --- | -------- | --------- |
| 01.                                            | Okan Yılmaz     | 89  | 183      | 0,49      |
| 02.                                            | Murat Sözkesen  | 57  | 185      | 0,31      |
| 03.                                            | Pablo Batalla   | 55  | 210      | 0,26      |
| 04.                                            | Sedat Özden     | 53  | 336      | 0,16      |
| 05.                                            | Elvir Baljić    | 42  | 87       | 0,48      |
| 06.                                            | Nenad Bijedić   | 42  | 118      | 0,36      |
| 07.                                            | Beyhan Çalışkan | 38  | 306      | 0,12      |
| 08.                                            | Fernandão       | 32  | 48       | 0,67      |
| 09.                                            | Magid Musisi    | 31  | 76       | 0,41      |
| 10.                                            | Sercan Yıldırım | 30  | 138      | 0,22      |
| Stand: Nach der letzten Erstligasaison 2018/19 |                 |     |          |           |

## Ligenzugehörigkeit
- 1. Liga: 1967–2004, 2007–2019 (insgesamt 50 Saisons)
- 2. Liga: 1963–67, 2004–2006, 2019–2022 (insgesamt 9 Saisons)
- 3. Liga: 2022–2024 (2 Saisons)
- 1. Liga: ab 2024 (1 Saison)
- Professionelle Ligenzugehörigkeit: insgesamt 61 Saisons

Stand: Ende Saison 2023/24[veraltet]

## Besonderheiten
- Bursaspor hat mit BursaSporTV einen eigenen Internet-TV-Sender und ist somit neben Galatasaray, Beşiktaş, Fenerbahçe und Trabzonspor eine der Mannschaften, die ihren Fans diesen Service bietet.
- Bursaspor ist das Team mit der besten Saisonbilanz eines Absteigers. In der Saison 2003/04 verpassten sie trotz 40 Punkten und einer Tordifferenz von 0 den Klassenerhalt.
- Bursaspor hat einen kuriosen Torjubel, der mittlerweile europaweit bekannt ist. Majid Musisi erfand den sogenannten timsah yürüyüşü (auf engl. crocodile walk) im Intertoto-Cup-Spiel gegen den Karlsruher SC.
- Yeşil Bursa SK ist die Zweitmannschaft von Bursaspor. Sie spielt seit 2019 in der Amatör Lig.

## Bekannte ehemalige Spieler
| - Volkan Şen - Enes Ünal - Ozan Tufan - Serdar Aziz - Batuhan Altıntaş - Fernandão - Taye Taiwo - Sébastien Frey - Tuncay Şanlı - Ömer Erdoğan - Gökçek Vederson - Sedat Özden - Nejat Biyediç - Nenad Bijedić - Magid Musisi - Elvir Baljić - Rasim Kara - Giani Kiriță - Ioan Viorel Ganea - Serdar Kulbilge - Ömer Çatkıç - John Moshoeu - Sinan Kaloğlu - Serdar Kurtuluş - Ümit Özat | - Okan Yılmaz - Egemen Korkmaz - Mustafa Sarp - Ercüment Şahin - Hakan Şükür - Kenny Miller - Dimitar Iwankow - Ivan Ergić - Ali Tandoğan - Mustafa Gönden - Baba İsmet - Suphi Ergözen - Nurettin Sezgiç - Hasan Bora - Sinan Bür - Gürol Arkan - Tomáš Sivok - Samil Cinaz - Vieux Sané - Scott Carson - Muzaffer Atacan - Sedat Balkanlı - Ivko Ganchew - İbrahim Köseoğlu - Iulian Miu | - Jem Karacan - Kemal Batmaz - Mircea Rednic - Mesut Şen - Miroslav Stoch - Ali Nail Durmuş - Selim Özer - Frank Pingel - Bahtiyar Yorulmaz - Tomáš Necid - Ronen Harazi - Yusuf Şimşek - Necati Göçmen - Vahit Kolukısa - Ioan Lupescu - Petteri Forsell - Orhan Özselek - Erkan Özbey - Ersel Altıparmak - Vedat Vatansever - Turgay Bahadır - Feti Okuroğlu - Beyhan Çalışkan - Şener Özbayraklı |

## Ehemalige Trainer
| - Muhtar Tucaltan (September 1963 – Mai 1966) - Sabri Kiraz (August 1966 – September 1967) - Muhtar Tucaltan (Oktober 1967 – Mai 1968) - Sabri Kiraz (September 1968 – Mai 1969) - Muhtar Tucaltan (Mai 1969 – Juni 1970) - Tomislav Kaloperović (September 1970 – Februar 1973) - Metin Oktay (Februar 1973 – Dezember 1973) - Hasan Bora (Dezember 1973 – Februar 1974) - Mustafa Ertan (Februar 1974 – Mai 1974) - Abdulah Gegić (September 1974 – Juni 1975) - Mustafa Ertan (September 1975 – April 1976) - Kemal Omeragić (September 1976 – Juni 1978) - Hasan Bora (August 1978 – Dezember 1978) - Muhtar Tucaltan (Dezember 1978 – Juni 1979) - Necdet Niş (August 1979 – November 1979) - Enver Katip 1 (November 1979 – Dezember 1979) - Muhtar Tucaltan (Dezember 1979 – Mai 1980) - Fethi Demircan (August 1980 – Mai 1981) - Gündüz Tekin Onay (September 1981 – Juni 1982) - Kemal Omeragić (August 1982 – Mai 1984) - Hasan Bora (August 1984 – September 1984) - Đorđe Milić (September 1984 – Juni 1985) - Szarvas László (August 1985 – Oktober 1985) - Muhtar Tucaltan (Oktober 1985 – Dezember 1985) - Sinan Oral 1 (Dezember 1985 – Januar 1986) - Tomislav Kaloperović (Januar 1986 – November 1986) - Sedat Özden 1 (November 1986 – Dezember 1986) - Kemal Omeragić (Dezember 1986 – Juni 1987) - Nevzat Güzelırmak (Juli 1987 – Mai 1988) - Ahmet Suat Özyazıcı (August 1988 – Oktober 1988) - Ersel Altıparmak 1 (Oktober 1988) | - Yılmaz Gökdel (Oktober 1988 – November 1989) - Yılmaz Vural (November 1989 – Mai 1990) - Ion Nunweiller (August 1990 – Dezember 1990) - Đorđe Milić (Januar 1991 – November 1991) - Yılmaz Vural (November 1991 – Mai 1993) - Sepp Piontek (Juni 1993 – November 1993) - Nevzat Güzelırmak (November 1993 – November 1994) - Nenad Bijedić (September 1994 – April 1996) - Sinan Bür 1 (April 1996 – Mai 1996) - Gordon Milne (August 1996 – Juli 1997) - Rasim Kara (Juli 1997 – April 1998) - İsmail Ertekin (April 1998 – Mai 1998) - Nenad Bijedić (Juni 1998 – Dezember 1998) - Ahmet Akcan (Dezember 1998 – Februar 1999) - Sakıp Özberk (Februar 1999 – Mai 1999) - Kemal Batmaz (Juli 1999 – September 1999) - Yılmaz Vural (September 1999 – Mai 2000) - Jörg Berger (August 2000 – Oktober 2000) - Nenad Bijedić (Oktober 2000 – November 2002) - Erdoğan Arıca (November 2002 – Mai 2003) - Gheorghe Hagi (Juni 2003 – November 2003) - Ümit Kayıhan (November 2003 – März 2004) - Nenad Bijedić (März 2004 – Oktober 2004) - Hüseyin Kalpar (Oktober 2004 – März 2005) - Yalçın Gündüz 1 (März 2005 – Mai 2005) - Raşit Çetiner (August 2005 – Oktober 2006) - Engin İpekoğlu (November 2006 – Mai 2007) - Bülent Korkmaz (Juni 2007 – Oktober) - Samet Aybaba (Oktober 2007 – November 2008) - Güvenç Kurtar (November 2008 – Dezember 2008) - Ertuğrul Sağlam (Januar 2009 – Februar 2013) - Hikmet Karaman (Februar 2013 – August 2013) - Christoph Daum (August 2013 – März 2014) | - İrfan Buz 1 (März 2014 – Mai 2014) - Şenol Güneş (Mai 2014 – Mai 2015) - Ertuğrul Sağlam (Juni 2015 – Dezember 2015) - Hamza Hamzaoğlu (Dezember 2015 – Januar 2017) - Mutlu Topçu (Januar 2017 – Mai 2017) - Adnan Örnek 1 (Mai 2017) - Paul Le Guen (Juni 2017 – April 2018) - Mustafa Er 1 (April 2018 – Mai 2018) - Samet Aybaba (Juni 2018 – April 2019) - Mesut Bakkal (April 2019 – Mai 2019) - Yalçın Koşukavak (Juli 2019 – Dezember 2019) - İbrahim Üzülmez (Dezember 2019 – Juni 2020) - İrfan Buz (Juni 2020 – August 2020) - Mustafa Er (September 2020 – August 2021) - Fatih Tekke (August 2021 – September 2021) - Özcan Bizati (September 2021 – Dezember 2021) - Tamer Tuna (Dezember 2021 – März 2022) - Mustafa Er 1 (März 2022 – Juni 2022) - Tahsin Tam (Juli 2022 – November 2022) - İsmail Ertekin (November 2022 – März 2023) - Özer Hurmacı (März 2023 – Juni 2023) - Yalçın Gündüz (Juli 2023 – September 2023) - Nedim Vatansever (September 2023 – Oktober 2023) - Murat Sözkesen (Oktober 2023 – Januar 2024) - Ümit Şengül (Januar 2024 – April 2024) - Metin Serbest (April 2024 – Juni 2024) - Pablo Batalla (Juli 2024 – März 2025) - Adem Çağlayan (März 2025 – ) |

## Präsidenten (Auswahl)
| - Salih Kırcabaşı (1963–65) - Muzaffer Baştaymaz (1965–67) - Hayri Terzioğlu (1967–68) - Salih Kırcabaşı (1968–69) - Talat Diniz (1969–73) - Şükrü Şankaya (1973–74) - Selahattin Kaya (1974–75) - Mümin Gençoğlu (1975–78) - Süleyman Kurtçu (1978–81) - Cavit Çağlar (1982–86) - Kadri Şankaya (1986–87) - Orhan Özselek (1987–88) - İbrahim Yazıcı (1988–92) - Orhan Özselek (1992–93) - Murat Gülez (1993–95) | - Hüseyin Silahçı (1995–96) - Remzi Cinoğlu (1996–98) - Kani Şen (1998–99) - Recep Günay (1999–00) - Erdoğan Bilenser (2000–03) - Fikret Üstenci (2003–04) - Hikmet Şahin (2004–05) - Erkan Körüstan (2005) - Levent Kızıl (2005–07) - Ali Karasu (2007) - İbrahim Yazıcı (2007–13) - Erkan Körüstan (2013–14) - Recep Bölükbaşı (2014–2016) - Ali Ay (2016–2019) - Mesut Mestan (2019-) |